# Іванов Ігор Іванович
Ігор Іванович Іванов (нар. 8 січня 1960) — радянський та узбецький футболіст, півзахисник, по завершенні кар'єри — тренер.

## Життєпис
Вихованець ДЮСШ «Зарафшан» (Навої). Виступав у радянських командах «Зарафшан», «Пахтакор», «Спартак» (Москва), «Таврія» (Сімферополь), «Сохібкор» (Халкабад), «Джейхун» (Ургенч), «Навбахор», «Нурафшан», а також узбецький «Кимьогар» (Алмалик), українському «Приладист», казахський «Карачаганак» та малайзійський «Перліс».
По завершенні кар'єри гравця працював тренером. У 2001 році допомагав тренувати сочинську «Жемчужину». З 2002 по 2003 рік працював головним тренером «Зарафшана» (Навої).